# アジアNo.1航空宇宙産業クラスター形成特区
アジアNo.1航空宇宙産業クラスター形成特区（アジアナンバーワンこうくううちゅうさんぎょうクラスターけいせいとっく、英: Special Zone to Create Asia No.1 Aerospace Industrial Cluster）は、日本が総合特別区域法に基づき愛知県、岐阜県を中心とした中部地域を対象として2011年に指定した国際戦略総合特区の一つ。

## 概要
国は、2011年12月22日、「アジアNo.1航空宇宙産業クラスター形成特区」として航空宇宙産業集積地である愛知県・岐阜県を中心とした中部地域を指定した。この地域は、日本の航空機・部品生産額の約50%、航空機体部品の70%以上のシェアを保持している。
この地域では、ボーイング787型機の国際分業として機体構造部分の35％を分担生産、日本初の国産ジェット旅客機MRJ（現Mitsubishi SpaceJet）の開発、炭素繊維複合材料の製造開発など航空宇宙産業技術・応用技術をベースとしたモノづくりが行われている。
学術研究領域においては名古屋大学（航空宇宙工学専攻）、JAXA名古屋空港飛行研究拠点等で航空宇宙技術分野の研究開発が進む。
地域は、特区指定による国と地域の特例措置・支援措置（規制・制度の特例措置、税制・財政・金融支援措置）等を活用。研究開発から設計、製造、保守管理までを包括した高度な地域サプライチェーンを強化することで、アジア諸国の追随を許さない国際競争力を高めることができる。アメリカ合衆国のシアトル、フランスのトゥールーズと肩を並べる航空宇宙産業の世界三大拠点の一つとなることが特区の最終目標となる。

## 目的
- アジア最大・最強の航空宇宙産業クラスターの形成[7]
  - 材料を含む研究開発から設計・開発、飛行試験、製造・販売、保守管理までの一貫体制整備
  - ボーイング787型機の量産化への対応や国産ジェット旅客機MRJの生産・販売の拡大などにより、航空宇宙産業の世界シェア拡大

## 対象地域

### 主な指定区域
- 川崎重工業株式会社 岐阜工場周辺地区[8]
  - 川崎重工業株式会社 岐阜工場
ボーイング767・777・777X胴体パネル等部品製造、787部品製造等
  - 川崎岐阜協同組合
中小企業サプライヤーによる共同受注・決済
  - 天龍エアロコンポーネント株式会社等
中小企業サプライヤーによる一貫受注体制の構築

- 三菱重工業株式会社名古屋誘導推進システム製作所地区
  - 三菱重工業株式会社 名古屋誘導推進システム製作所
H-IIAロケットエンジン、ロケット・衛星姿勢制御装置製造等
  - 三菱重工航空エンジン株式会社
ボーイング機・エアバス機・Mitsubishi SpaceJet向け航空エンジン部品製造、組立・整備等

- 県営名古屋空港周辺地区
  - 愛知県 飛行研究センター
JAXA名古屋空港飛行研究拠点、産学行政連携推進コーナー
  - 三菱重工業株式会社 MRJ技術試験場
航空機の型式証明取得に必要な構造強度試験
  - 三菱重工業株式会社 MRJ用格納庫
県営名古屋空港県有地内
  - 三菱重工業株式会社 名古屋航空宇宙システム製作所（小牧南工場）
Mitsubishi SpaceJet最終組立等
  - 三菱航空機株式会社
Mitsubishi SpaceJetの開発、製造、販売及びカスタマーサポート（三菱重工業に製造委託）

- 名古屋大学地区
  - 国立大学法人名古屋大学
大学院工学研究科航空宇宙工学専攻、JAXAとの連携講座、ナショナルコンポジットセンター

- 三菱重工業株式会社 大江工場周辺地区
  - 三菱重工業株式会社 名古屋航空宇宙システム製作所（大江工場）
名古屋航空宇宙システム製作所（大江工場） ボーイング767・777・787 部品製造、787 主翼組立、Mitsubishi SpaceJet等航空機部品製造
  - 東レ株式会社 名古屋事業場／アドバンスドコンポジットセンター
航空機用プリプレグ向け機能性微粒子生産／炭素繊維複合材料の技術開発

- 三菱重工業株式会社 飛島工場地区
  - 三菱重工業株式会社 名古屋航空宇宙システム製作所（飛島工場）
Mitsubishi SpaceJet構造組立、H-IIAロケット・H-IIBロケット組立等、宇宙ステーション補給機（HTV）組立等

- 川崎重工業株式会社 名古屋第一工場地区
  - 川崎重工業株式会社 名古屋第一工場
ボーイング787前部胴体、 ボーイング777・777X胴体パネル組立

- 川崎重工業株式会社 名古屋第二工場地区
  - 川崎重工業株式会社 名古屋第二工場
ボーイング767胴体パネル組立

- 株式会社SUBARU 半田・半田西工場地区
  - 株式会社SUBARU 半田工場
ボーイング777・787・777X中央翼組立
  - 株式会社SUBARU 半田西工場
ボーイング787中央翼部品製造

- 三菱重工業株式会社 松阪工場地区
  - 三菱重工業株式会社 松阪工場
Mitsubishi SpaceJet尾翼組立等
  - 航空機部品生産協同組合
中小企業サプライヤーによる効率的な生産体制の構築

### 指定地方公共団体等
愛知県
- 名古屋市
- 豊橋市
- 岡崎市
- 一宮市
- 半田市
- 春日井市
- 津島市
- 安城市
- 西尾市
- 犬山市
- 常滑市
- 江南市
- 小牧市
- 稲沢市
- 新城市
- 東海市
- 大府市
- 知多市
- 尾張旭市
- 豊明市
- 日進市
- 愛西市
- 清須市
- 北名古屋市
- 弥富市
- みよし市
- あま市
- 豊山町
- 大口町
- 蟹江町
- 飛島村
- 名古屋港管理組合

岐阜県
- 岐阜市
- 大垣市
- 関市
- 中津川市
- 美濃市
- 瑞浪市
- 恵那市
- 美濃加茂市
- 各務原市
- 可児市
- 郡上市
- 海津市
- 笠松町
- 垂井町
- 神戸町
- 輪之内町
- 安八町
- 大野町
- 坂祝町
- 川辺町
- 御嵩町

三重県
- 津市
- 伊勢市
- 松阪市
- 桑名市
- 鈴鹿市
- 亀山市
- いなべ市
- 木曽岬町
- 東員町

長野県
- 飯田市
- 松川町
- 高森町
- 喬木村
- 豊丘村

静岡県
- 浜松市